# Alviksbron
Alviksbron (inledningsvis kallad Oxhålsbron) är en spårvägsbro för Tvärbanan mellan Stora Essingen och Bromma i västra Stockholm. Den är 400 meter lång och har en spännvidd på 140 meter. Den blev klar år 2000 och leder Tvärbanan över Oxhålssundet i Mälaren.

## Brokonstruktionen

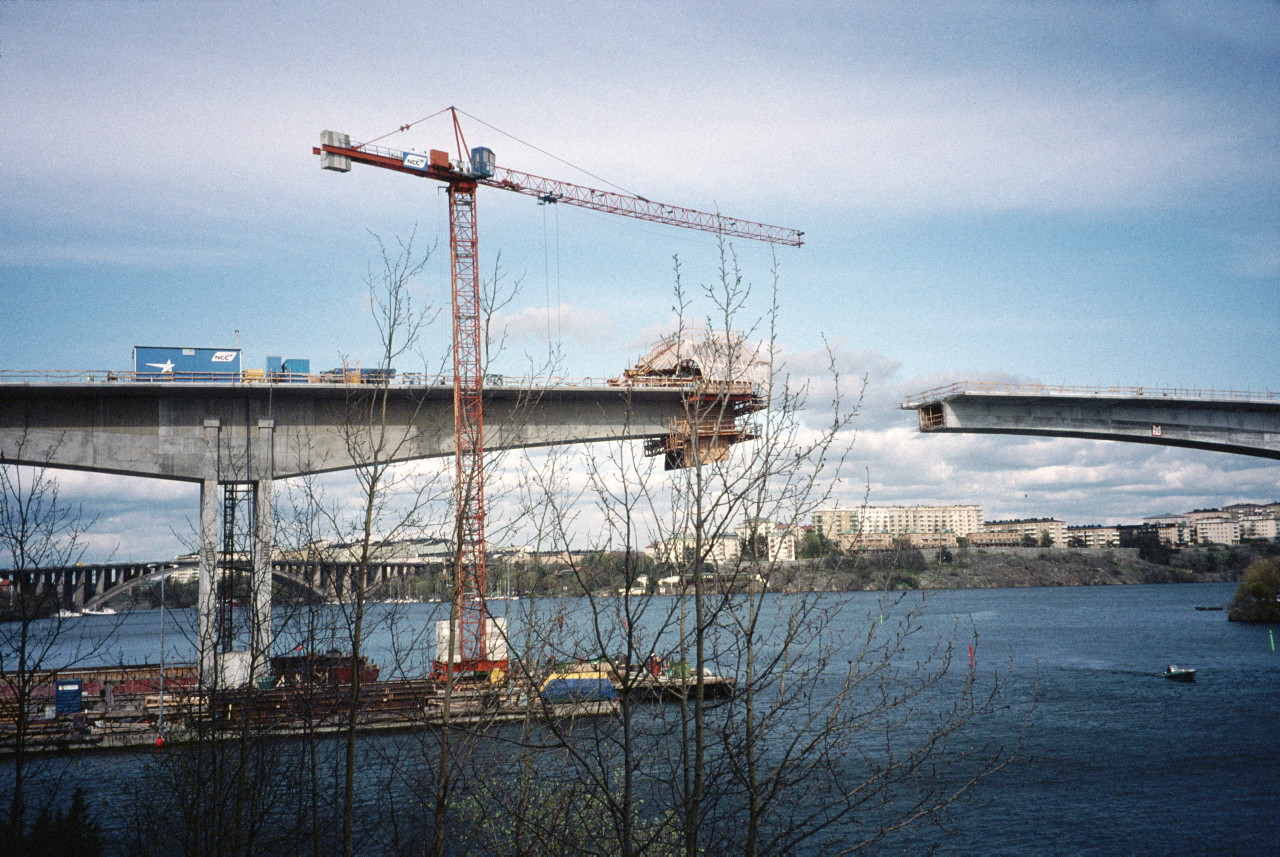
Alviksbron under byggnad, 1998.

Alviksbron över Oxhålssundet mellan Stora Essingen och Brommalandet är en kombinerad bro för spårvagnstrafik på dubbelspår och gång- och cykeltrafik. Bron är 400 meter lång och har ett mittspann på 140 meter, den segelfria höjden är 24 meter. Alviksbron har konstruerats av ELU konsult och byggts av NCC på så kallad funktionsentreprenad.  
Brospannet är utfört som en lådbalk i förspänd betong. Detta gjorde det möjligt att spannen kunde byggas med hängställningar i balkändarna utan att ställningar från mark eller vatten behövde användas. Metoden kallas Freivorbau efter tyska förebilder. Själva brobalken har gjutits med så kallad fritt-fram-teknik, vilket innebär att man gjuter balken från varje bropelare åt två håll på en gång.  
En annan speciell teknik var att man slagit spont under vatten för att kunna utföra schaktningen för fundamenten. Sänkkassunerna till bropelarnas bottenfundament har tillverkats på annan plats och transporterats sjövägen till byggplatsen där de förankrats på schaktbotten.
Bron har gjorts så smäcker och genomsiktlig som möjligt, brobalkens undersida bildar en båge som harmonierar med den närbelägna Tranebergsbrons betongvalv. Brons huvudstöd har klätts med rött tegel som knyter an till omgivningens byggnader. I mörker belyses pelarnas innersidor med strålkastare.

## Sprickbildning
År 2001 upptäcktes sprickbildning på grund av skjuvspänning i brons lådbalkar och vid slutet av 2001 bedömde SL (Storstockholms Lokaltrafik) att utvecklingen krävde en närmare undersökning. Under utredningsarbetet förstärktes broarna temporärt med utanpåliggande stålstag och under hösten 2002 genomfördes en permanent invändig förstärkning.

## Bilder

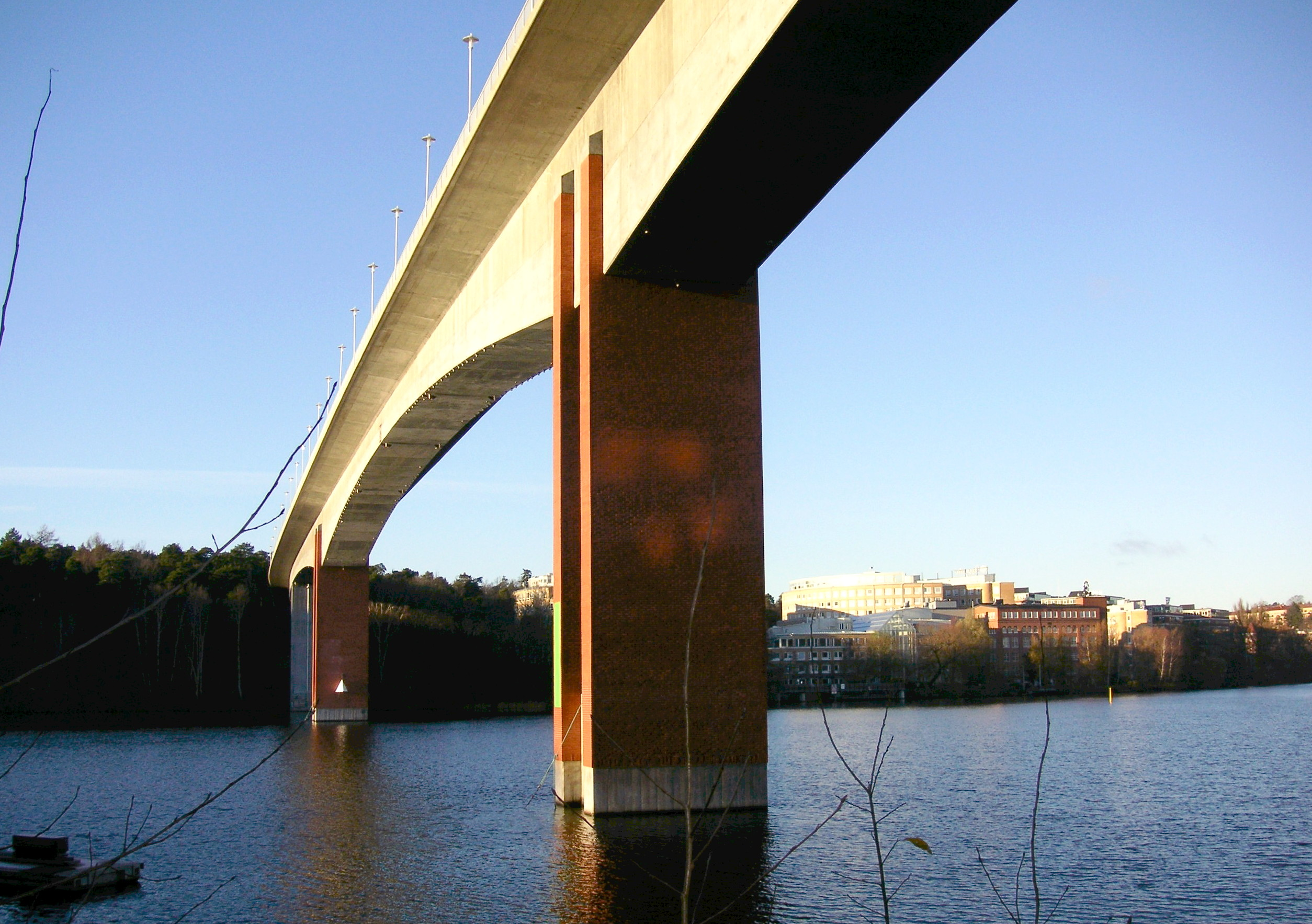
Alviksbron sedd från Stora Essingen.
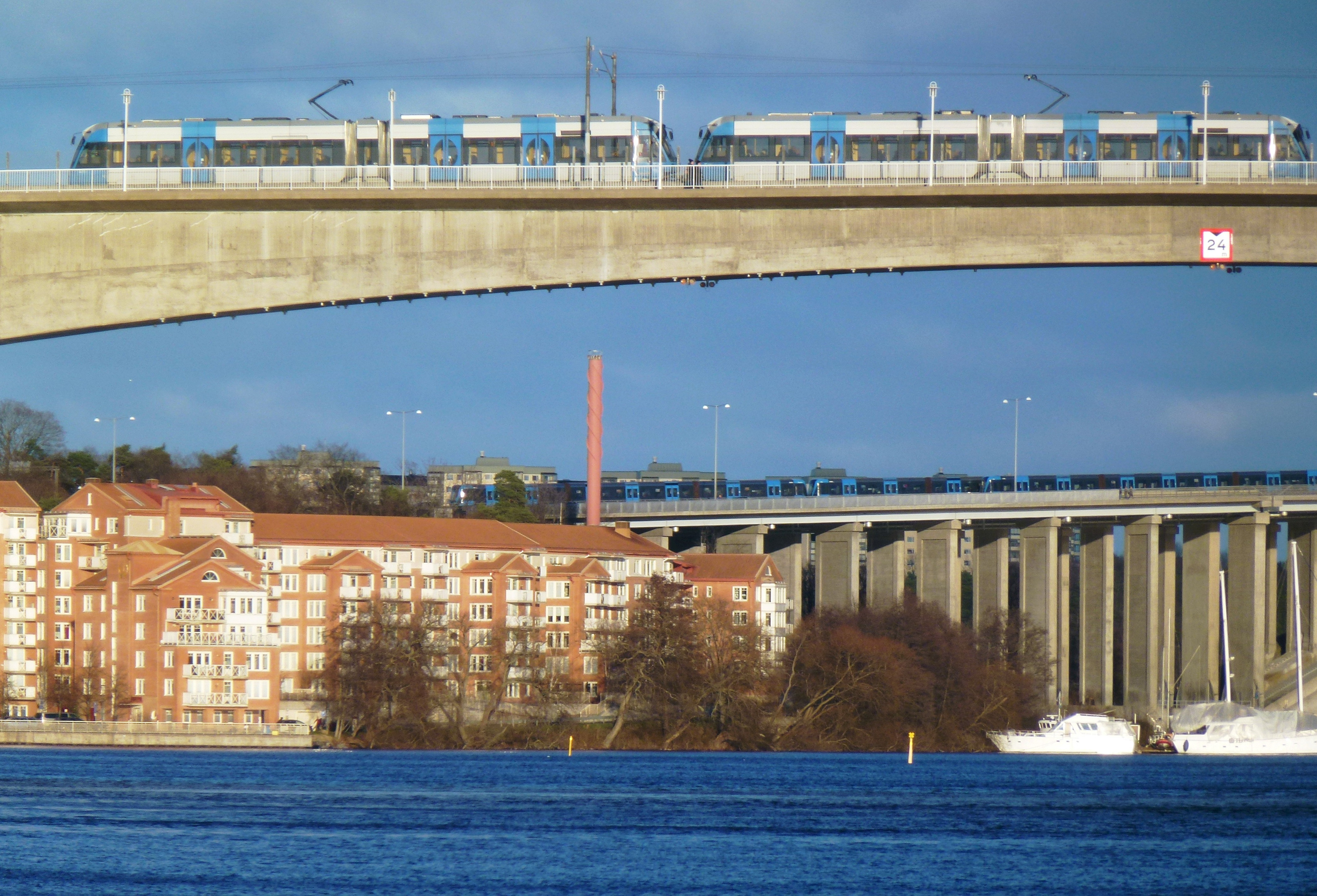
Tvärbanan på Alviksbron med Tranebergsbron i bakgrunden.
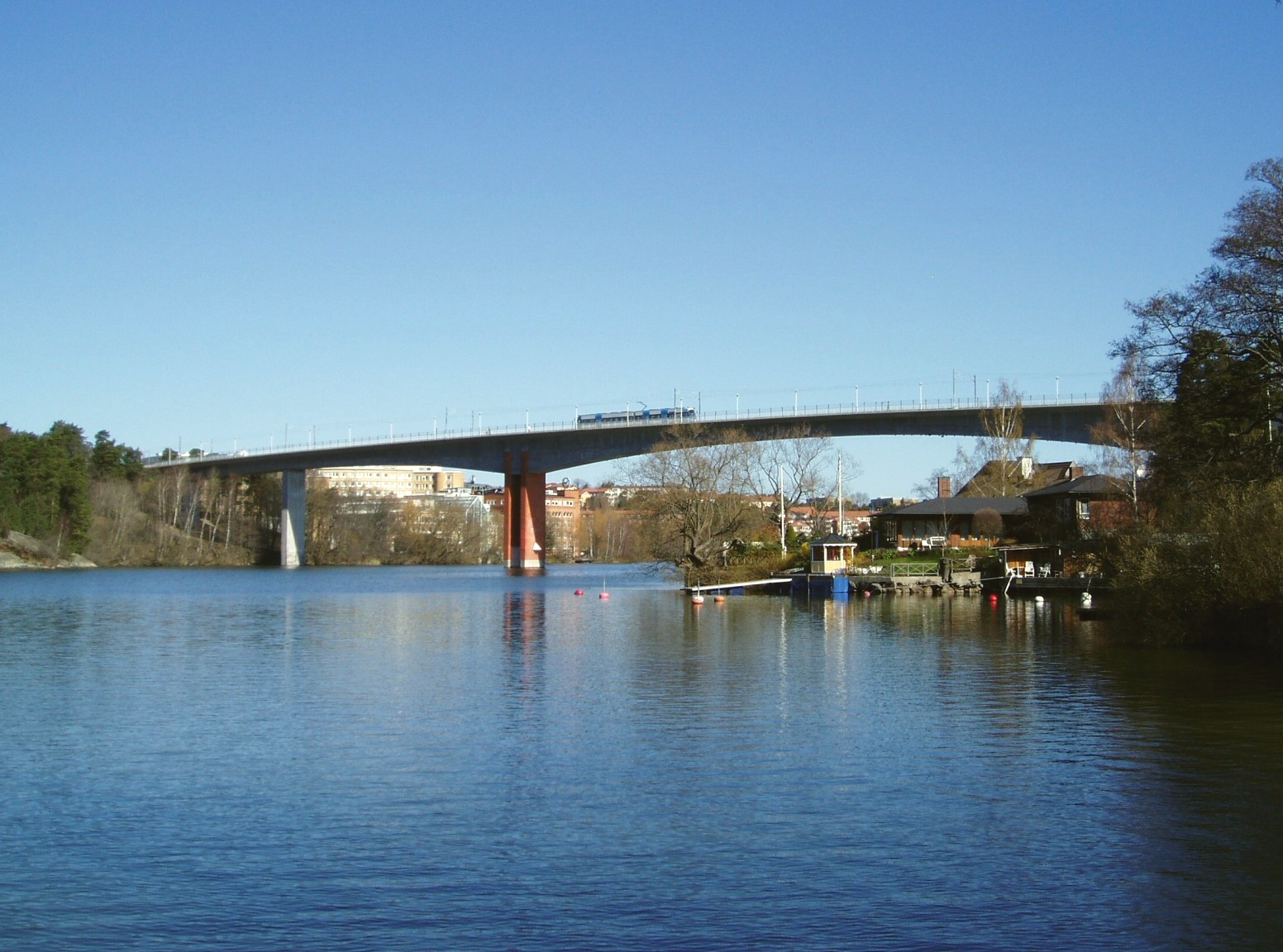
Alviksbron sedd från Stora Essingen.
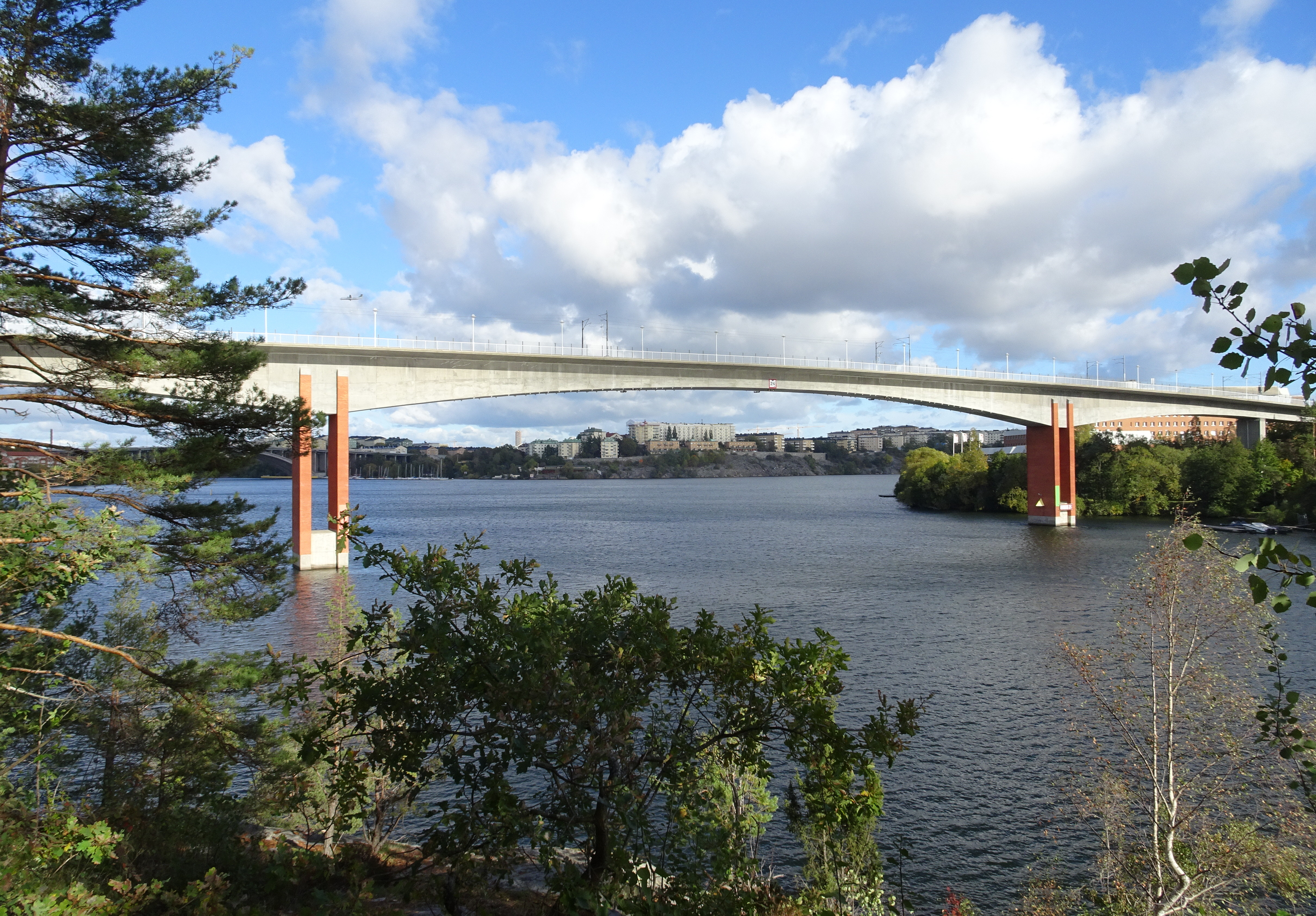
Alviksbron sedd från Alvik.
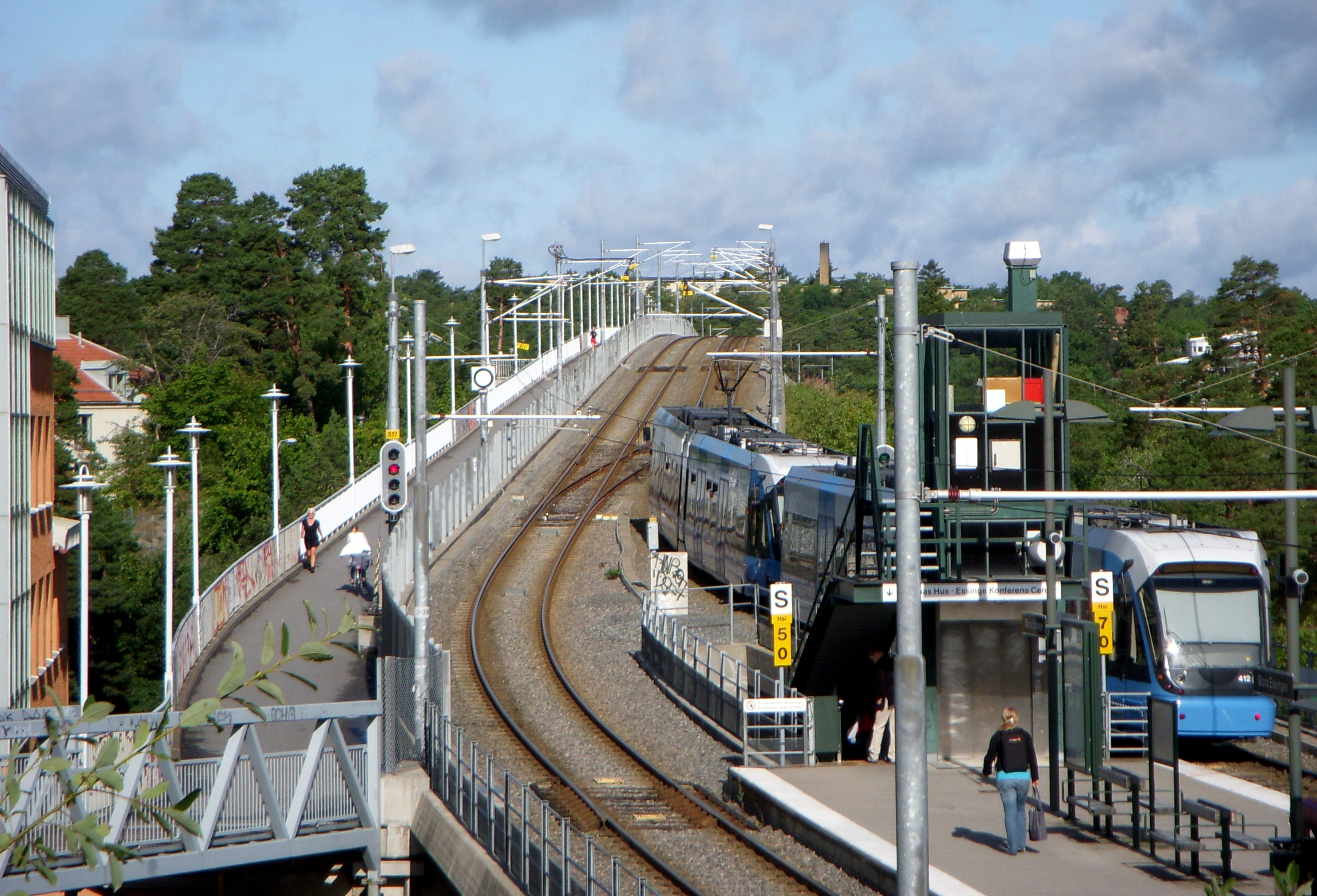
Hållplatsen Stora Essingen.

## Tekniska data
- Uppdragsgivare: Storstockholms Lokaltrafik
- Entreprenör: NCC
- Arkitekt: Laszlo Marko, Marko Arkitektkontor AB
- Konstruktör: ELU konsult
- Kontraktssumma: 180 miljoner kronor
- Byggnadstid: November 1996 - december 1998
- Armering: 1 950 ton stål
- Spännarmering: 21 000 m
- Betong: 16 700 m³